# Плешковский
Плешковский — упразднённый починок в Павинском районе Костромской области России. Входил в состав Павинского сельского поселения. Исключен из учётных данных в 2018 году.

## География
Находится в северо-восточной части Костромской области на расстоянии приблизительно 15 км на северо-восток по прямой от села Павино, административного центра района.

## Население
| 2008 | 2010 | 2014 |
| ---- | ---- | ---- |
| 0    | →0   | →0   |

Численность постоянного населения не была учтена как в 2002 году, так и в 2022.